# Andrew Murray
Andrew Barron «Andy» Murray OBE (Glasgow, 15 de maig de 1987) és un tennista professional escocès que fou número 1 del rànquing individual. Si bé ha dit que la seva superfície preferida és la terra batuda, ha aconseguit els seus millors resultats en pista dura. Ha estat un dels millors tennistes de la dècada del 2010 en la qual arribà al número 1 després de molts anys estant a l'ombra dels tres grans tennistes de la seva època Roger Federer, Rafael Nadal i Novak Đoković.
Al llarg de la seva trajectòria fou finalista dels quatre torneigs Grand Slam però fins al 2012 no va aconseguir la primera victòria en una final, concretament el US Open. Poques setmanes abans havia guanyat la medalla d'or olímpica aconseguida en els Jocs Olímpics de Londres 2012, superant a Federer en la final, número 1 del rànquing i màxim favorit. Quatre anys després va repetir èxit als Jocs Olímpics de Rio de Janeiro 2016 enfront Juan Martín del Potro, esdevenint el primer tennista masculí en guanyar dos ors olímpics individuals. Malgrat haver disputat la final de tots quatre torneig de Grand Slam, el suís Roger Federer i el serbi Novak Đoković el van apartar de la glòria en la majoria d'ocasions. Durant la temporada 2015 va guiar l'equip britànic per aconseguir la Copa Davis, des del 1936 que el seu país no aconseguia aquest títol.

## Biografia
Murray va néixer el 15 de maig de 1987 a Glasgow (Escòcia), fill de Will i Judy, i té un germà un any més gran, Jamie, que també és tennista professional però es dedica bàsicament al circuit de dobles i que han jugat diversos torneigs junts. Quan tenia nou anys es van separar els seus pares i ambdós germans van anar a viure amb el seu pare i va estudiar a l'institut Dunblane High School.
El 1996, als 8 anys, Murray va sobreviure a la Massacre de Dunblane, en la qual 16 xiquets i un mestre van ser assassinats en una escola primària. Murray es va amagar en l'oficina del director durant el tràgic fet, encara que ha dit que no recorda gens sobre aquell moment.
El 29 de desembre de 2012 fou distingit com a Oficial de l'Orde de l'Imperi Britànic (OBE) pel Príncep Guillem de Cambridge en reconeixement dels èxits obtinguts en el món del tennis, per la medalla d'or en els Jocs Olímpics de Londres de 2012, i especialment per ser el primer tennista britànic en conquerir Wimbledon en categoria individual després de 77 anys de sequera.
Des de l'any 2005 manté una relació sentimental amb l'artista anglesa Kim Sears i viuen a Oxshott (Surrey). Al novembre de 2014 va anunciar el casament per a l'abril de l'any següent.

## Torneigs de Grand Slam

### Individual: 11 (3−8)
| Resultat  | Núm. | Any  | Torneig               | Oponent en la final | Marcador                    |
| --------- | ---- | ---- | --------------------- | ------------------- | --------------------------- |
| Finalista | 1.   | 2008 | US Open               | Roger Federer       | 2−6, 5−7, 2−6               |
| Finalista | 2.   | 2010 | Obert d'Austràlia     | Roger Federer       | 3−6, 4−6, 6−7(11)           |
| Finalista | 3.   | 2011 | Obert d'Austràlia (2) | Novak Đoković       | 4−6, 2−6, 3−6               |
| Finalista | 4.   | 2012 | Wimbledon             | Roger Federer       | 4−6, 7−5, 6−3, 6−4          |
| Guanyador | 1.   | 2012 | US Open               | Novak Đoković       | 7−6(10), 7−5, 2−6, 3−6, 6−2 |
| Finalista | 5.   | 2013 | Obert d'Austràlia (3) | Novak Đoković       | 7−6(2), 6−7(3), 3−6, 2−6    |
| Guanyador | 2.   | 2013 | Wimbledon             | Novak Đoković       | 6−4, 7−5, 6−4               |
| Finalista | 6.   | 2015 | Obert d'Austràlia (4) | Novak Đoković       | 6−7(5), 7−6(4), 3−6, 0−6    |
| Finalista | 7.   | 2016 | Obert d'Austràlia (5) | Novak Đoković       | 1−6, 5−7, 6−7(3)            |
| Finalista | 8.   | 2016 | Roland Garros         | Novak Đoković       | 6−3, 1−6, 2−6, 4−6          |
| Guanyador | 3.   | 2016 | Wimbledon (2)         | Milos Raonic        | 6−4, 7−6(3), 7−6(2)         |

## Jocs Olímpics

### Individual
| Any  | Campionat                             | Oponent               | Resultat           |
| ---- | ------------------------------------- | --------------------- | ------------------ |
| 2012 | Jocs Olímpics, Londres, Regne Unit    | Roger Federer         | 6−2, 6−1, 6−4      |
| 2016 | Jocs Olímpics, Rio de Janeiro, Brasil | Juan Martín del Potro | 7–5, 4–6, 6–2, 7–5 |

### Dobles mixtos
| Any  | Campionat                          | Parella      | Oponents                     | Resultat         |
| ---- | ---------------------------------- | ------------ | ---------------------------- | ---------------- |
| 2012 | Jocs Olímpics, Londres, Regne Unit | Laura Robson | Viktória Azàrenka Maks Mirni | 6−2, 3−6, [8−10] |

## Carrera esportiva

### Inicis
Va començar a jugar a tennis amb cinc anys i va estar a les ordre de Leon Smith fins als disset anys. Amb dotze anys, va obtenir l'Orange Bowl de Florida, prestigiós esdeveniment júnior. Als 15 anys es va traslladar a Barcelona per a entrenar-se en l'escola Sánchez-Casal Academy, on va entrenar a les ordres d'Emilio Sánchez Vicario. Al setembre de 2004, als 17 anys, va guanyar l'Obert dels Estats Units en júniors. Dues setmanes més tard, va ser convocat per a representar a Gran Bretanya en la Copa Davis en la sèrie contra Àustria, encara que no va disputar cap dels partits que van determinar el resultat advers de 3-2. A final d'any li fou concedit el premi BBC Young Sports Personality of the Year al millor esportista jove de l'any 2004 que atorga la BBC.
Va debutar en el circuit professional amb una invitació a l'Open SEAT de Barcelona però va perdre davant Jan Hernych. Després de diversos torneigs júniors, fou convidat al torneig de Queens on va aconseguir la primera victòria derrotant a Santiago Ventura. Gràcies a ser una de les promeses del tennis britànic, també va rebre una invitació per participar en el torneig de Wimbledon. No va defraudar les expectatives i va arribar a tercera ronda derrotant a Radek Štěpánek, cap de sèrie 14, esdevenint així en el primer tennista escocès de l'Era Open en arribar a aquesta ronda. Després de jugar la Copa Davis, on va perdre el seu partit contra Stanislas Wawrinka, va arribar a la primera final ATP, concretament al torneig de Bangkok, però va coincidir amb el millor tennista del rànquing mundial, Roger Federer, que el va derrotar fàcilment. Va acabar la temporada en la posició 64 del rànquing quan va començar més enllà de la 400.

### Ascens al Top 20 (2006−2007)

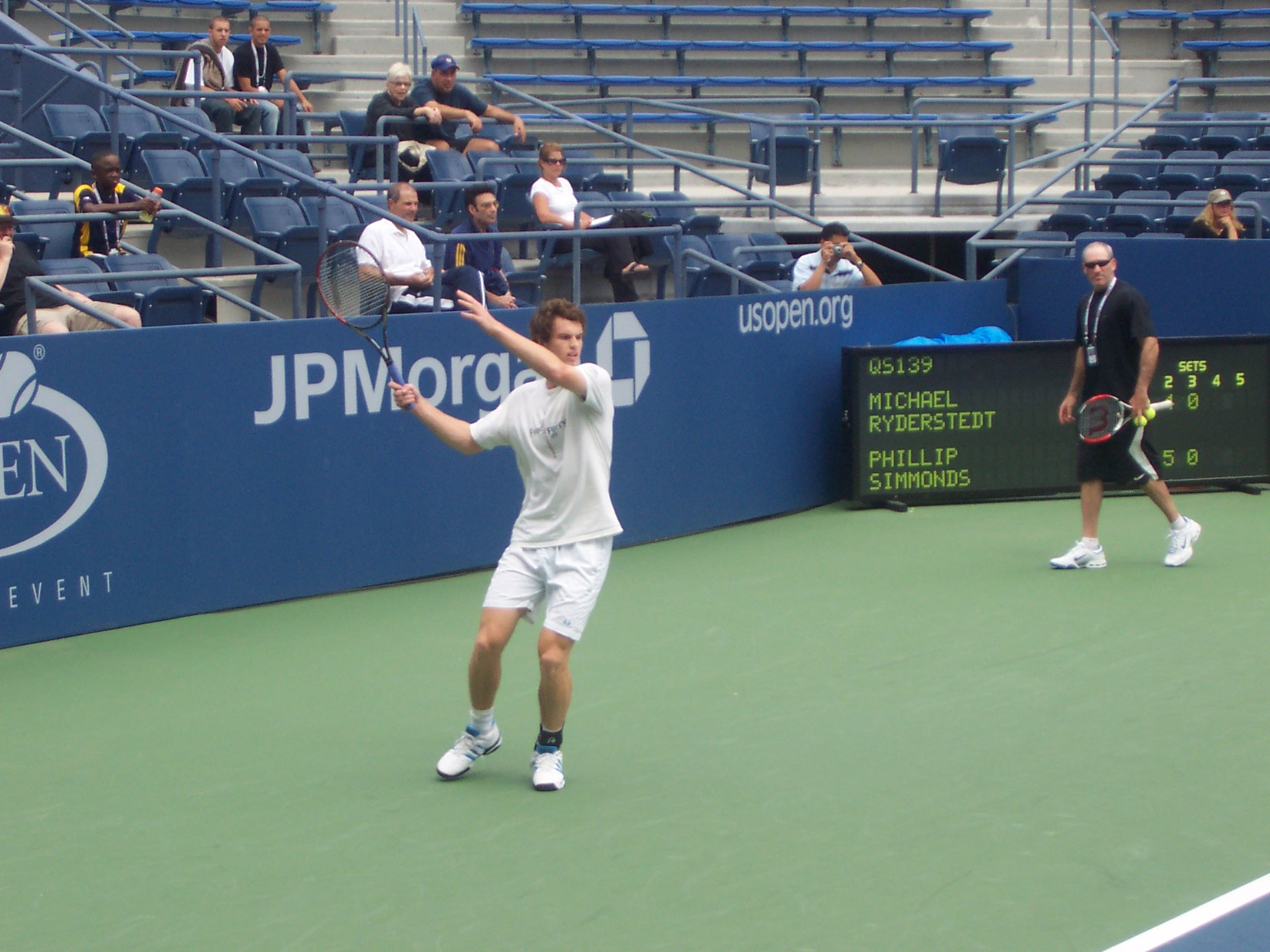
Andy Murray entrenant en el US Open (2007).

Per la temporada 2006 va decidir disputar tot el circuit ATP completament. Ben aviat va aconseguir el seu primer torneig professional a San Jose vencent a Lleyton Hewitt en la final. La prometedora temporada no va continuar tan reeixida i no va guanyar gaires partits fins a arribar a Wimbledon, on va arribar a quarta ronda vencent a diversos caps de sèrie però va perdre davant Markos Bagdatís. Aquests bons resultats van continuar a Washington, on fou finalista però va perdre contra Arnaud Clément. A Toronto va arribar a semifinals i a Cincinnati es convertí en un dels dos únics tennistes, junt a Rafael Nadal, que va derrotar a Federer durant l'any 2006. Al US Open també va arribar a la quarta ronda on fou vençut per Nikolai Davidenko. Tots aquests èxits li van permetre entrar al Top 20 del rànquing arribant fins a la 17a posició a final d'any. Malgrat aquests resultats, va decidir canviar Brad Gilbert per Miles Maclagan com a entrenador principal.
Un important acord de patrocini amb Highland Spring per aproximadament un milió de lliures esterlines el va convertir en el tennista més ben pagat per un patrocini per samarretes. El 2007 va començar arribant a la final de Doha on fou derrotat per Ivan Ljubičić. Després d'arribar a quarta ronda de l'Open d'Austràlia, on fou vençut per Nadal (número 2 del món), va defensar amb èxit el títol aconseguit a San Jose. Seguidament va encadenar tres semifinals consecutives a Memphis, Indian Wells i Miami, on va caure contra Roddick i Đoković en els dos últims. Una important lesió en el canell va provocar que es perdés els Grand Slams de Roland Garros i Wimbledon, i va arribar just de forma en el US Open on només va arribar a tercera ronda. Posteriorment fou finalista a Metz, on el vencé Tommy Robredo. Murray va aconseguir el seu tercer títol ATP a Sant Petersburg, on va vèncer a Fernando Verdasco en la final. Tot i aquesta victòria, va romandre a les portes del Top 10 i no va aconseguir plaça per disputar la Copa Masters.

### Consolidació en el Top 4 (2008−2011)
2008

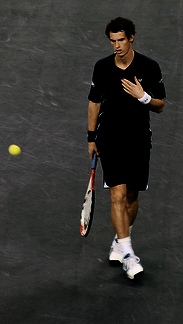
Murray a la Copa Masters (2008).

Només començar l'any 2008 va guanyar el torneig de Doha derrotant el primer preclassificat, Nikolai Davidenko, en semifinals i al suís Stanislas Wawrinka en la final, i amb els punts aconseguits va tornar a entrar al Top 10. A l'Obert d'Austràlia va perdre en primera ronda davant el francès Jo-Wilfried Tsonga, que fou la revelació del torneig arribant a la final. Poc després va aconseguir el seu cinquè títol en el Torneig de Marsella derrotant en la final a Mario Ancic. Després d'una poca reeixida gira per Estats Units i en les pistes lentes d'Europa (va perdre davant Nicolás Almagro en la tercera ronda de Roland Garros), va arribar als quarts de final de Wimbledon però va caure fàcilment davant Rafael Nadal, després guanyador del torneig. El mateix Nadal el derrotà en semifinals del Masters del Canadà. L'agost s'adjudicà el primer títol important de la seva carrera, Masters de Cincinnati, després de derrotar en la final al serbi Đoković per 7-6(4) i 7-6(5). Posteriorment va disputar els seus primers Jocs Olímpics però va caure inesperadament davant el taiwanès Ien-Hsun Lu. Tanmateix, poc després va aconseguir el seu millor resultat en un Grand Slam. Pel camí va superar a Juan Martín del Potro i també a Nadal per primera vegada fins a arribar a la seva primera final de Grand Slam, però fou vençut per Federer en tres sets. Era el primer britànic a arribar a una final de Grand Slam des de Greg Rusedski el 1997. A l'octubre va conquerir el seu segon Masters a Madrid, on va superar Federer a semifinals i Gilles Simon en la final. La fantàstica temporada va continuar amb el títol segon títol a Sant Petersburg la setmana següent, superant Andrei Gólubev en la final. Així doncs, esdevenia el primer tennista britànic de la història en aconseguir cinc títol en una temporada, i també el primer a guanyar dos Masters. Per primera ocasió es classificà per disputar la Copa Masters després d'arribar a la quarta posició del rànquing individual. A Xangai va guanyar els tres partits de la fase Round Robin, però a semifinals va patir el cansament de superar a Federer en el tercer partit i va caure davant Davidenko.
2009
Només començar la temporada 2009 va disputar el torneig de Doha i va defensar el títol amb èxit contra Roddick per 6-4 6-2. Posteriorment participà en l'Obert d'Austràlia perdent en quarta ronda amb l'espanyol Fernando Verdasco. Seguidament va encadenar el segon títol de la temporada a Rotterdam vencent a Nadal en la final, qui va patir una complicació en el seu genoll dret i va haver de ser atès abans de començar el segon set, per 6-3, 4-6 i 6-0 en un partit d'1 hora i 50 minuts. En les semifinals del Indian Wells va vèncer per quarta vegada consecutiva a Federer, però en la final fou derrotat per Rafael Nadal per 6-1 i 6-2. A Miami derrotà a Đoković per parcials de 6-2 i 7-5. L'assignatura pendent era la temporada sobre terra batuda i va seguir progressant. En el Màsters de Montecarlo perd a semifinals davant el rei d'aquesta superfície, Rafael Nadal, però a Roma va caure precipitadament a segona ronda. Tanmateix, la progressió li va valer l'entrada al número tres del rànquing mundial, el primer tennista britànic que ho aconseguia en l'Era Open. Arribava al Màsters de Madrid amb la intenció de defensar el títol aconseguit en l'edició anterior, però amb el canvi de superfície de dura a pols de rajola, només va poder arriba als quarts de final vençut per Juan Martín del Potro. Al Roland Garros va arribar a quarts de final caient davant Fernando González. Poc després va arribar el seu primer títol sobre gespa amb la victòria a Queen's, fet que no aconseguia un tennista britànic des de 1938. Afrontava el Wimbledon amb l'esperança de trencar la maledicció dels tennistes locals, però malgrat els seus esforços, caigué a semifinals amb l'estatunidenc Andy Roddick en quatre sets. A Mont-real va aconseguir un nou títol superant a Del Potro per parcials de 6-7, 7-6 i 6-1. Els punts aconseguits li van permetre pujar fins a la segona posició del rànquing mundial, acabant d'aquesta manera amb l'hegemonia de quatre anys de Federer i Nadal ocupant les dues privilegiades posicions. Defensava el títol a Cincinnati però va caure a semifinals davant el suís Federer. Al US Open va arribar a quarta ronda però fou superat per Marin Cilic per problemes en un canell. Posteriorment va tornar al circuit amb èxit aconseguint el sisè títol de la temporada a València. A l'Copa Masters va guanyar dos partits en la fase inicial, però un empat a victòries i sets el deixà fora només per un sol joc. Finalment acabà la temporada en la quarta posició de rànquing novament.
2010

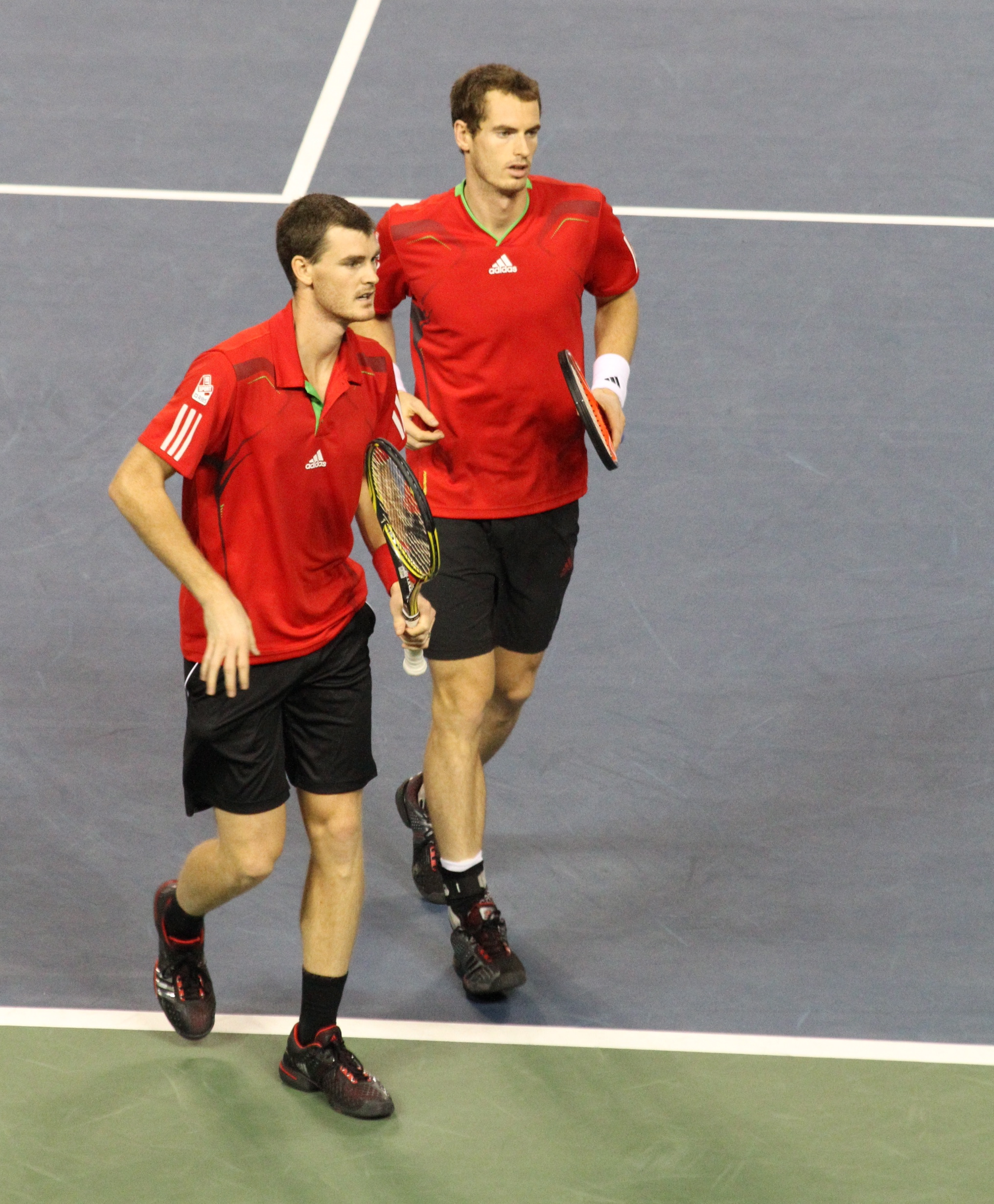
Andy i Jamie Murray durant un partit de dobles (2011).

Va començar l'any 2010 disputant la Copa Hopman junt a Laura Robson i van arribar fins a la final que van perdre davant la parella espanyola. Seguidament va començar l'Open d'Austràlia com a cinquè cap de sèrie. A quarts de final va superar a Nadal, número 2 del món i es va plantar a la final després de vèncer a Cilic. En la seva segona final de Grand Slam, va tornar a caure davant Federer en tres sets. Posteriorment va disputar diversos torneigs de pista dura i terra batuda sense èxit i perdent en les primeres rondes. Al Roland Garros va caure a quarta ronda davant Tomáš Berdych. La temporada d'herba fou més positiva, no obstant no va aconseguir defensar el títol a Queen's. A Wimbledon va rebre la visita de la reina Elisabet II, primera visita al torneig des de 1977, en el seu partit de segona ronda. Va arribar fins a semifinals on va perdre contra Nadal, que en fou el campió. Al final de juliol va decidir acomiadar el seu entrenador Maclagan i reemplaçar-lo pel català Àlex Corretja. El primer torneig amb el nou entrenador fou a Los Angeles, on fou finalista després de caure davant Sam Querrey. Al Masters de Canadà va aconseguir defensar el títol guanyat en l'edició anterior, superant pel camí als dos millors tennistes del rànquing. A Cincinnati va patir problemes de salud per culpa de calor i va caure a quarts de final. A l'Open dels Estats Units fou superat per Wawrinka a tercera ronda. A Xangai va aconseguir el segon títol de l'any, ambdós Màsters i vencent a Federer en la final. Amb aquest aconseguia el sisè títol de categoria Masters en la seva trajectòria. A València no va aconseguir defensar el títol caient precipitadament a segona ronda davant Juan Mónaco. Tanmateix, va participar en dobles junt al seu germà aconseguint el seu primer títol en aquesta categoria davant Mahesh Bhupathi i Maks Mirni. En una nova participació en l'Copa Masters, va aconseguir dues victòries en la fase inicial però va caure a semifinals davant Nadal. Els punts aconseguit li van permetre recuperar la quarta posició del rànquing i acabar la temporada en aquesta posició per tercer any consecutiu.
2011
Novament va començar la temporada disputant la Copa Hopman junt a Laura Robson però foren eliminats durant la fase de grups, tot i que Murray va guanyar tots els partits individuals. En l'Open d'Austràlia va repetir el mateix resultat que l'any anterior sent finalista però aquest cop contra Đoković. Seguidament va enganxar una ratxa negativa amb derrotes en els primers partits a Rotterdam, Indian Wells i Miami, i decidí trencar amb el seu entrenador Àlex Corretja. A Rotterdam també va disputar el quadre de dobles junt al seu germà Jamie Murray arribant a semifinals. Va tornar al circuit disputant el torneig de Montecarlo, arribant a semifinals fins a trobar-se a Nadal. A Madrid fou eliminat a tercera ronda mentre que a Roma va arribar a semifinals. En el Roland Garros va millorar el seu millor resultat arribant a semifinals però el va derrotar Nadal, dominador sobre terra batuda. La primera alegria de l'any arribà al torneig de Queen's, on superà a Tsonga en la final. A Wimbledon arribà a semifinals on va caure davant Nadal. A Canadà, on defensava dos títols consecutius, no va passar de segona ronda en ser derrotat per Kevin Anderson. Es va refer en imposar-se en la final de Cincinnati contra Đoković. En el US Open fou derrotat novament per Nadal en semifinals, tercera semifinal de Grand Slam del 2011 consecutiva on era derrotat per Nadal. Posteriorment s'imposà en els torneigs menors de Bangkok i Tòquio davant Donald Young i Nadal, primera vegada que el superava aquest any. També va disputar el quadre de dobles junt al seu germà i s'imposaren en la final, esdevenint l'únic tennista de l'any en guanyar ambdós títols en el mateix torneig. A Xangai va reeditar el títol derrotant a David Ferrer en la final. Aquest es va venjar en el primer de partit de la fase de grups del ATP World Tour Finals i Murray es va retirar del torneig per una lesió. Novament acabà la temporada en el quart lloc del rànquing individual per quart any consecutiu.

### Primer Grand Slam i or olímpic (2012−2015)
2012
Va començar temporada sota les ordres de l'extennista Ivan Lendl i ja en el primer torneig es van endur el títol a Sydney derrotant a Aleksandr Dolhopòlov en la final. També va jugar en dobles junt al seu germà arribant a quarts de final. En el primer Grand Slam a l'Open d'Austràlia va caure davant Đoković a semifinals després de gairebé cinc hores de partit. A Dubai es va revenjar però fou superat per Federer en la final. Posteriorment fou novament sorprès a segona ronda d'Indian Wells però es va refer disputant la final de Miami, on va perdre contra Đoković. Llavors va caure a quarts de final a Montecarlo i Barcelona, mentre que a Roma només va arribar a tercera ronda. En el Roland Garros va arribar a quarts de final en caure contra Ferrer. Sobre herba va caure en el primer partit a Queen's contra Nicolas Mahut. Malgrat aquests mal resultats, a Wimbledon es va plantar en la final, trencant així 74 anys de sequera que portaven els tennistes britànics per disputar la final del seu torneig més important, el darrer havia estat Bunny Austin l'any 1938. En la final, però, Federer es va imposar en quatre sets.

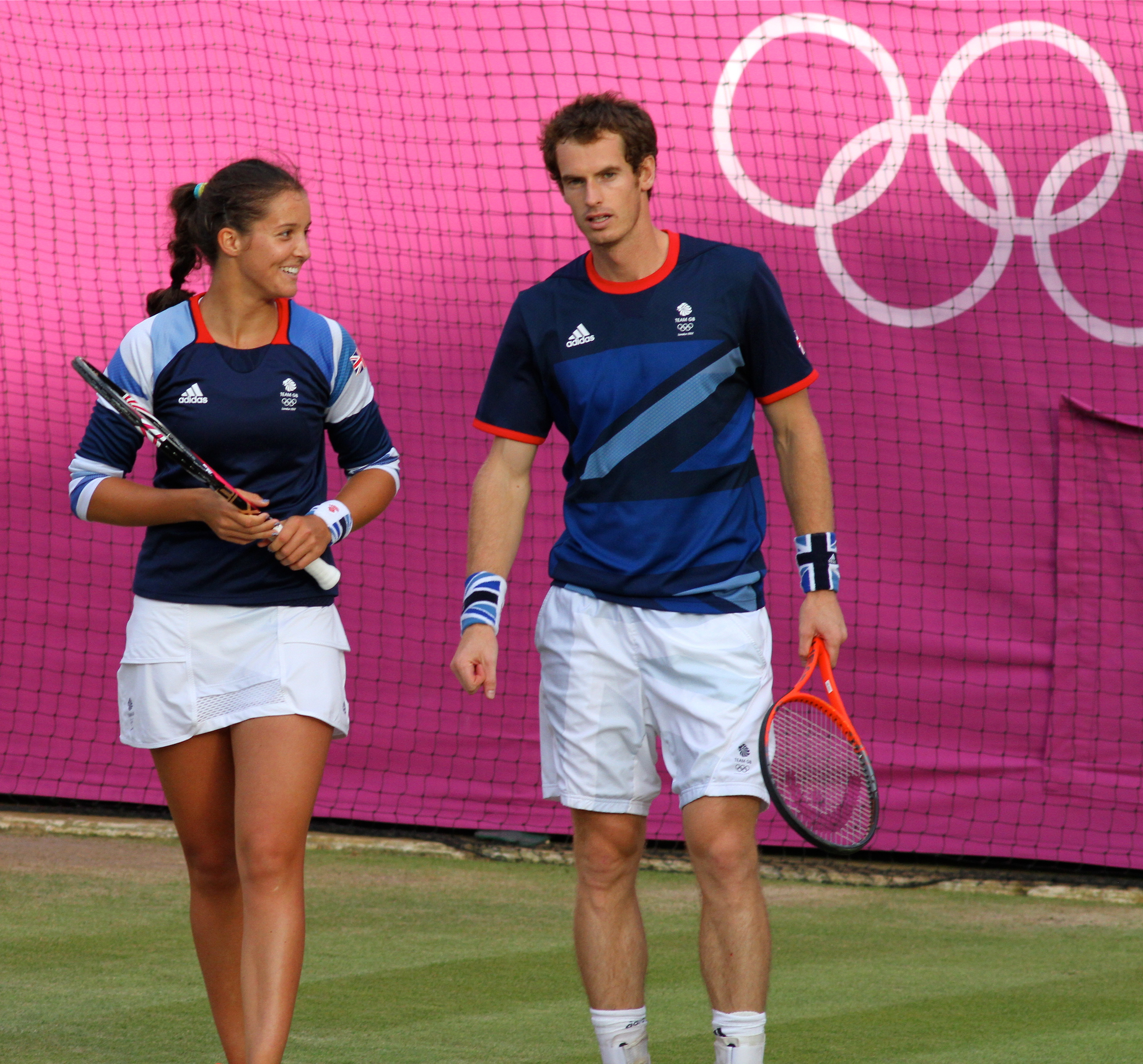
Laura Robson i Murray disputant un partit de dobles mixtos als Jocs Olímpics (2012).

Poques setmanes després es van celebrar els Jocs Olímpics de Londres on la competició es disputava en les mateixes instal·lacions de Wimbledon i Murray era la màxima esperança local en el tennis. Va disputar els tres esdeveniments als quals podia participar individual, dobles masculins junt al seu germà Jamie i dobles mixtos junt a la seva compatriota Laura Robson. En el quadre de dobles mixtos van avançar fins a la final malgrat no ser caps de sèrie, però allà foren derrotats pels màxims favorits, la parella belarussa formada per Viktória Azàrenka i Max Mirnyi, enduent-se així la medalla d'argent. En els dobles masculins van ser derrotats tot just en el primer partit pels austríacs Jürgen Melzer i Alexander Peya. En el quadre individual estigué molt segur de si mateix cedint només un set fins a classificar-se per la final, on casualment va coincidir amb Federer, repetint així la final que havien disputat un mes abans pel Grand Slam de Wimbledon i en el mateix escenari. Murray es va poder imposar en aquesta ocasió en relativa facilitat aconseguint així el títol més important de la seva carrera.
Durant l'estiu va disputar el Canadà però es va retirar a tercera ronda a causa d'una lesió al genoll, i a Cincinnati també va caure a tercera ronda davant Jeremy Chardy. En el darrer Grand Slam de la temporada, el US Open, Murray va avançar fins a la final no sense problemes. Destaca el partit contra Feliciano López on hagué de guanyar tres tie-breaks per passar de ronda. En la final coincidí amb Đoković però el superà en cinc sets molt disputats, esdevenint així el primer tennista britànic en guanyar un títol Grand Slam des de Fred Perry l'any 1936. Posteriorment va disputar el torneig de Tòquio, en el qual defensava el títol, però fou superat per Milos Raonic en semifinals. A Xangai tampoc va poder reeditar el títol en ser derrotat per Đoković en la final. Amb la baixa de Nadal durant tota la segona meitat de l'any a causa d'una lesió, Murray es va assegurar la tercera plaça del rànquing i per fi superava la quarta posició a final d'any. En l'ATP World Tour Finals es va classificar per semifinals després de vèncer a Berdych i Tsonga però perdre davant Đoković. A semifinals no pogué superar a Federer acabant la temporada només amb tres títols però un era un Grand Slam i l'altre representava l'or olímpic, i un registre de 56 victòries i 16 derrotes.
2013

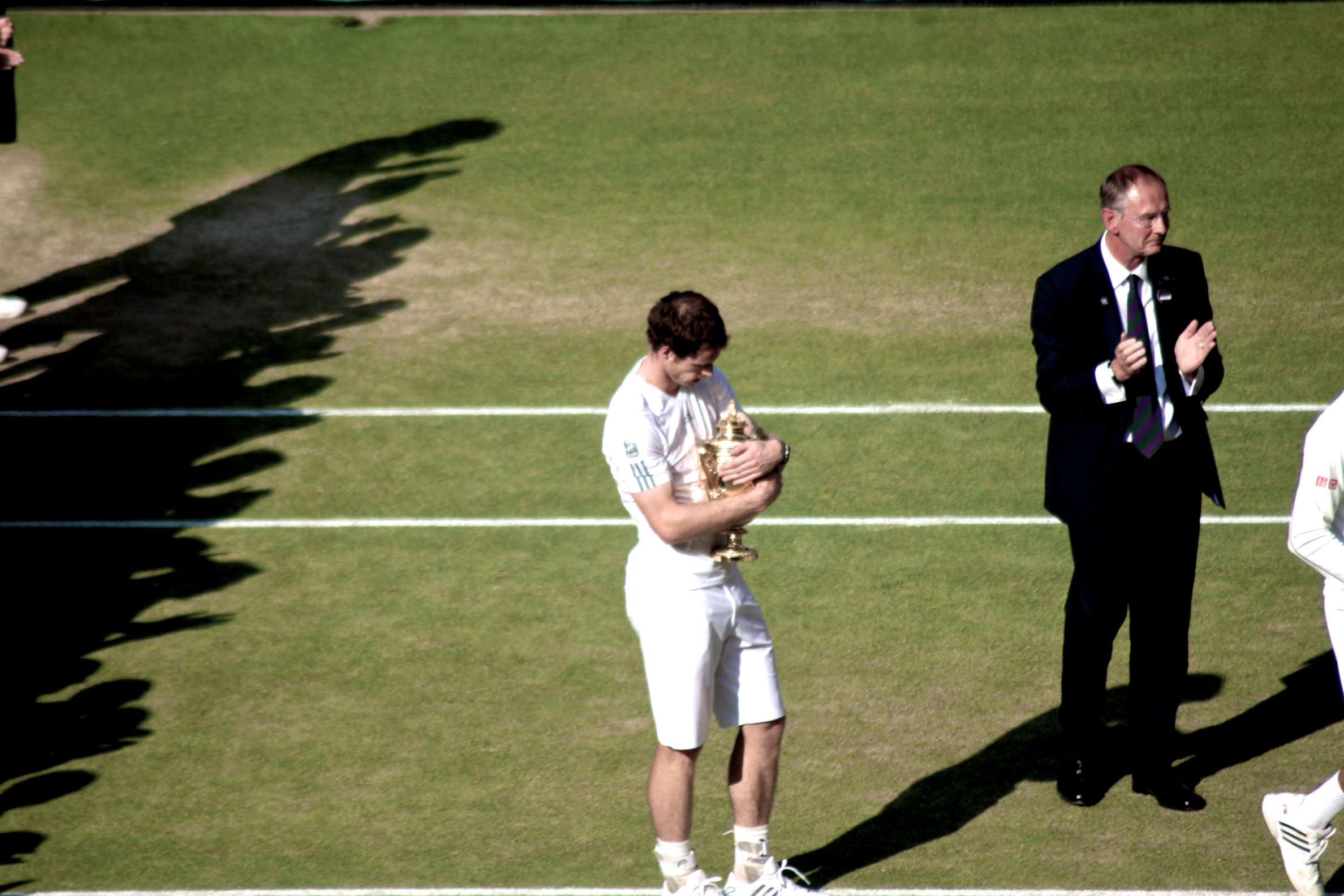
Andy Murray aguantant el trofeu de Wimbledon (2013).

Murray va començar la temporada 2013 reeditant el títol de Brisbane superant a Grígor Dimitrov en la final. Va encarar l'Open d'Austràlia amb la intenció d'encadenar dos títols de Grand Slam consecutius. Es va plantar a semifinals amb relativa facilitat i allà va superar a Federer, la primera vegada que el guanyava en un Grand Slam. Aquesta fou la seva tercera final de Grand Slam consecutiva però Đoković el va vèncer en quatre sets. Després de diverses setmanes de descans va disputar el Masters d'Indian Wells però va caure en quarts de final davant Del Potro. Es va refer ràpidament a Miami guanyant la final contra Ferrer superant un punt de partit en contra. Amb aquest títol va escalar fins a la segona posició del rànquing individual, i junt a Đoković al número 1, van finalitzar una ratxa de gairebé una dècada en la qual Federer o Nadal ocupaven alguna de les dues posicions capdavanteres del rànquing individual. Seguidament va iniciar els torneigs sobre terra batuda amb resultats molt negatius, derrotes en tercera ronda a Montecarlo davant Wawrinka, en quarts de final a Madrid contra Berdych i en segona ronda a Roma davant Marcel Granollers, aquesta última a causa d'uns dolors al maluc. Aquesta lesió tan a prop del Roland Garros van provocar que no tingués prou temps de descansar i recuperar-se, de manera que va haver de renunciar. El seu retorn es va produir a Queen's per iniciar els torneigs de gespa. Va recuperar el seu millor nivell i es va endur el títol per tercera ocasió derrotant a Čilić. Abans de començar el torneig de Wimbledon, Murray portava una ratxa d'onze victòries sobre gespa i novament es classificà per disputar la final. En aquesta ocasió, Murray va superar Đoković en només tres sets esdevenint així el primer tennista britànic en coronar-se a Wimbledon en categoria individual 77 anys després que ho aconseguís Fred Perry l'any 1936, i el primer escocès des de Harold Mahony el 1896. En el US Open, on defensava el títol, va caure a quarts de final davant Wawrinka. A continuació va disputar la Copa Davis amb l'equip britànic per superar Croàcia i classificar-se pel Grup Mundial. A continuació va decidir operar-se per superar uns dolors en l'esquena que li causaven moltes molèsties des de l'inici de la temporada. D'aquesta manera va posar punt final a la temporada per tal de recuperar-se de l'operació quirúrgica.
2014

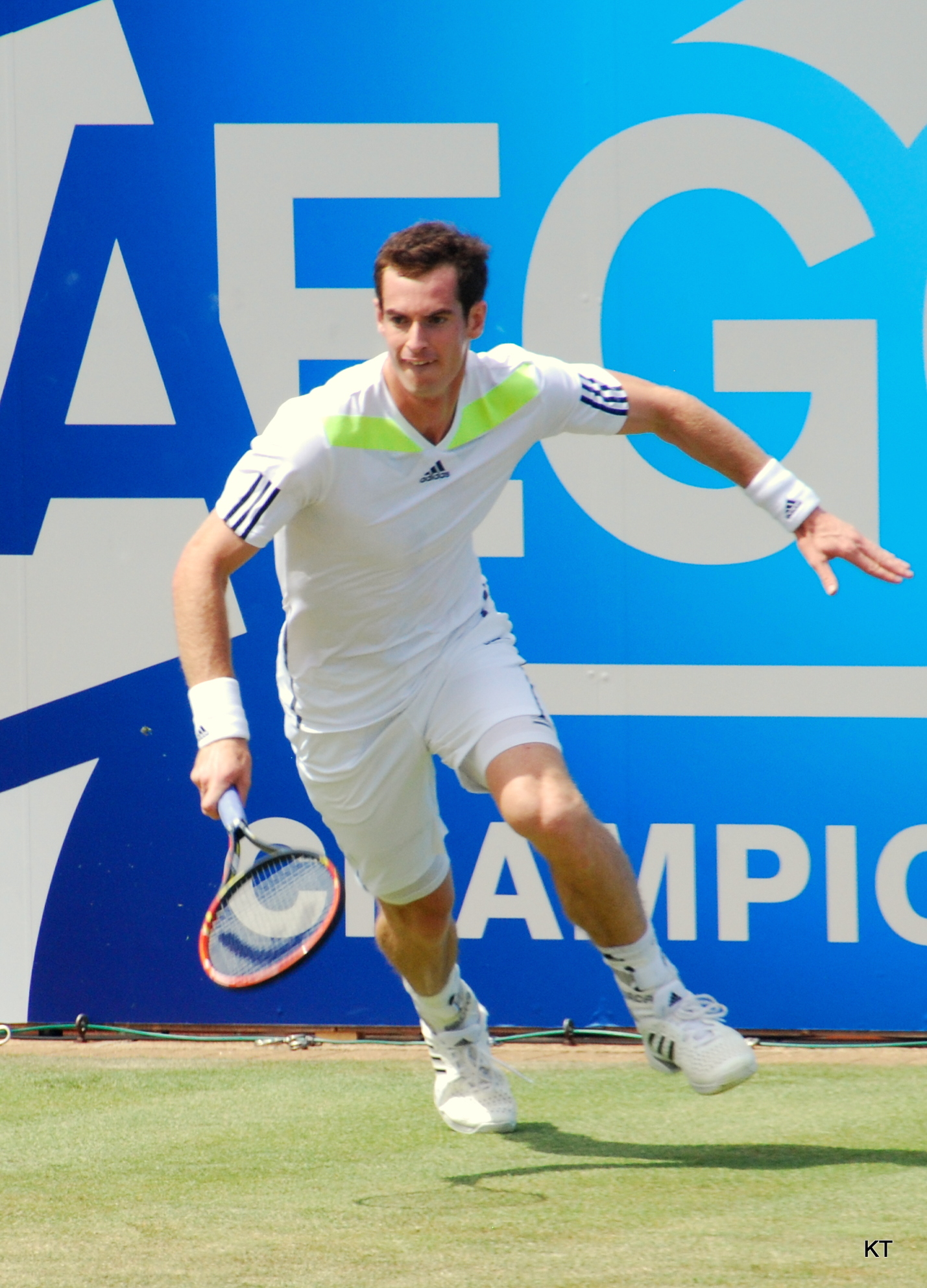
Murray a Londres (2014).

Va començar la temporada 2014 a Doha però fou eliminat tot just en segona ronda. Va començar l'Open d'Austràlia amb pocs partits disputats, però va anar avançant de ronda fins als quarts de final, on fou eliminat per Roger Federer. Després del torneig va caure en la sisena posició del rànquing mundial, de manera que per primera vegada des de 2008 abandonava el Top 5 del rànquing. A continuació va disputar la primera ronda de la Copa Davis contra els Estats Units, i va classificar el Regne Unit pels quarts de final per primera vegada des de 1986. Els mals resultats van continuar a Rotterdam, Acapulco i Indian Wells. La conseqüència d'això fou que Murray va despatxar a Ivan Lendl com a entrenador. A Miami va caure en quarts de final enfront Novak Đoković i a continuació va disputar els quarts de final de la Copa Davis contra Itàlia. Malauradament no va poder repetir l'èxit de la ronda prèvia i foren eliminats en el cinquè partit. A Madrid va caure tot just en segona ronda i a Roma en quarts de final. Malgrat els resultats mediocres sobre terra batuda, en el Roland Garros va aconseguir el seu millor resultat disputant les semifinals però el va derrotar Rafael Nadal. A continuació va anunciar el fitxatge de l'extennista Amélie Mauresmo com a entrenadora, per primera vegada un tennista de gran nivell tenia una dona com a entrenadora. A Wimbledon no va aconseguir defensar el títol, ja que va perdre contre Grigor Dimitrov en quarts de final, i va caure al 10è lloc del rànquing individual. A l'estiu va caure a quarts de final en els torneigs de Canadà, Cincinnati i US Open. Per primera vegada des de 2009 que no es classificava per una final de Grand Slam i va abandonar el Top 10. A la tardor va participar en l'edició inaugural del torneig de Shenzhen i es va classificar per la primera final des de feia més d'un any. Allà va coincidir amb el català Tommy Robredo i va imposar-se després de salvar cinc punts de partit. A continuació va caure a semifinals de Pequín i en tercera a Xangai. Encara amb possibilitats d'entrar a l'ATP World Tour Finals, va disputar el torneig de Viena i va guanyar a David Ferrer aconseguint el segon títol de l'any. A continuació es va classificar per la tercera final en cinc setmanes a València. En una repetició de la final de Shenzhen, Murray va salvar novament cinc punts de partit contra Robredo en un altre partit maratonià. En l'ATP World Tour Finals va guanyar un partit contra Milos Raonic però va perdre davant Kei Nishikori i Roger Federer, de manera que no va poder avançar a semifinals. Amb 59 victòries per 20 derrotes i tres títols va acabar l'any en la sisena posició del rànquing. També va decidir trencar la relació amb l'entrenador català Dani Vallverdú, que portaven cinc anys junts, i tenir només a Mauresmo com a única entrenadora.
2015
Disputà la Copa Hopman amb Heather Watson de parella per començar la temporada 2015. Murray va guanyar tots els partits individuals però no van classificar-se per disputar la final. El primer torneig competitiu de l'any ja fou l'Open d'Austràlia, on es classificà per la final per quart any, i novament fou derrotat per Novak Đoković en quatre sets. De nou entre els quatre millors del rànquing individual, fou sorprès en quarts de final de Rotterdam per Gilles Simon, i també a Dubai per Borna Ćorić. Seguidament participà en la victòria de l'equip britànic en la primera ronda de la Copa Davis contra l'estatunidenc, guanyant els dos partits individuals. En el Masters d'Indian Wells va arribar a semifinals en perdre davant Đoković. Tanmateix, durant el torneig superà les 496 victòries de Tim Henman que el convertien en el tennista britànic amb més victòries de l'Era Open. Seguidament es classificà per la final de Miami però novament el derrotà l'omnipresent Đoković, amb el qual ja acumulava set derrotes consecutives. L'extennista suec Jonas Björkman es va afegir al seu equip de tècnics en previsió que la seva entrenadora Amélie Mauresmo estava embarassada i Björkman passaria a ser el seu entrenador principal durant la seva absència. Després de deu anys de carrera professional, finalment aconseguí guanyar el seu primer títol sobre terra batuda, concretament a Múnic i superant el local Philipp Kohlschreiber. Des de 1976 que un tennista britànic (Buster Mottram) no guanyava un títol sobre terra batuda. Aquest títol no fou la flor d'un dia, ja que a continuació s'imposà en el Masters de Madrid contra el gran especialista sobre terra batuda Rafael Nadal, la primera vegada que el superava en aquesta superfície. Durant el transcurs del Masters de Roma va patir símptomes de fatiga i va preferir retirar-se per descansar abans del Roland Garros. Va avançar fins a les semifinals sense grans problemes però allà es trencà la ratxa de quinze victòries consecutives sobre terra batuda, novament per culpa de Đoković.

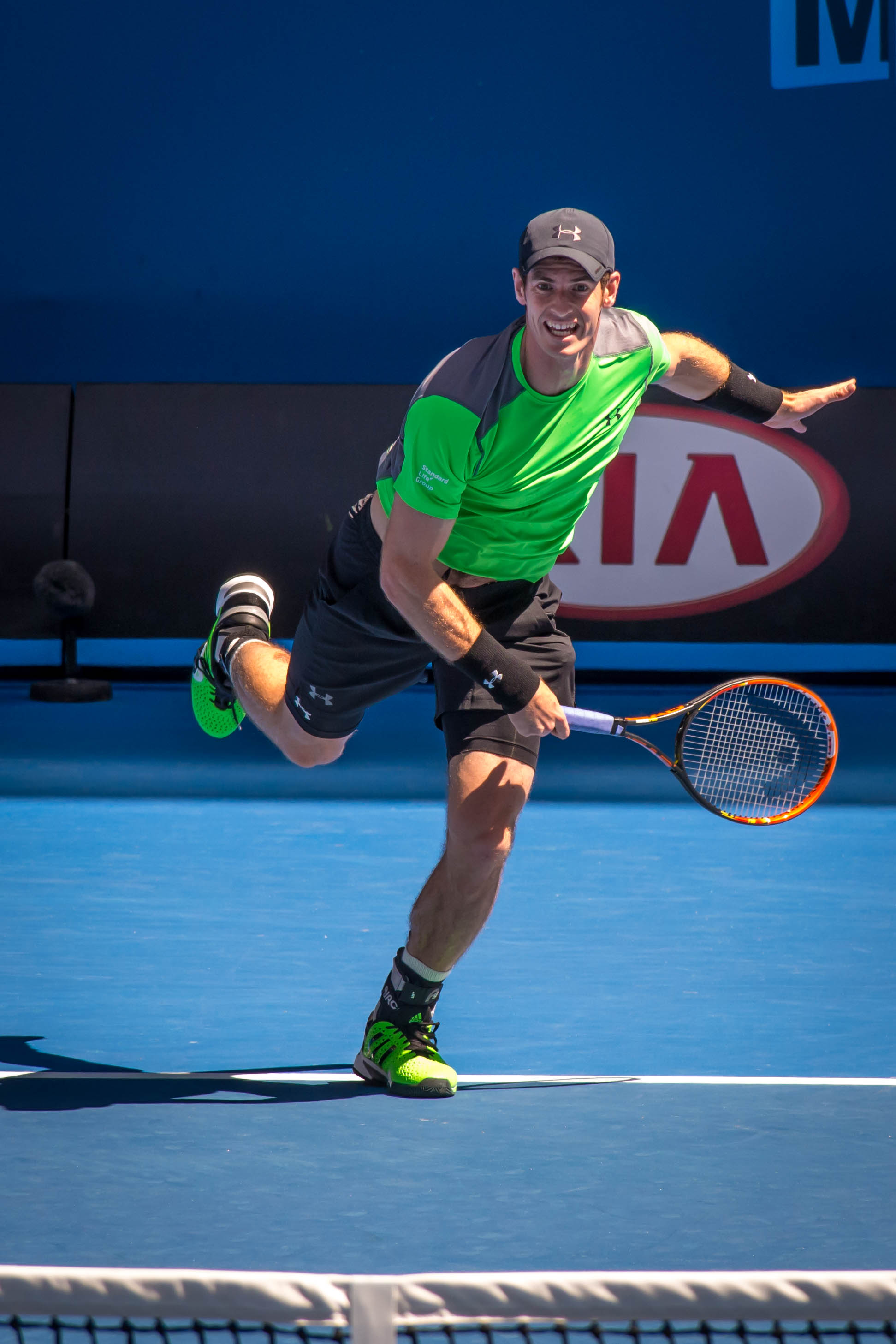
Murray a l'Open d'Austràlia (2015).

Sobre gespa va disputar el torneig de Queen's Club on es va endur el títol per quarta ocasió, aquest cop davant de Kevin Anderson. A Wimbledon va superar totes les rondes fins a les semifinals, on no aconseguir imposar-se a Roger Federer malgrat ser favorit. Tot seguit tornà a les pistes del Queen's Club per disputar els quarts de final de la Copa Davis contra l'equip francès. Gràcies a les seves dues victòries individuals i la de dobles juntament amb el seu germà Jamie, l'equip britànic es va plantar a les semifinals després de més de trenta anys. Va tornar al circuit a Washington DC després d'un mes de descans, però fou sorprès tot just en el primer partit davant per Teimuraz Gabaixvili. Es va refer de la derrota imposant-se a Mont-real precisament a Đoković, trencant una ratxa de vuit derrotes consecutives contra el serbi. També hi va participar en categoria de dobles amb Leander Paes, però foren eliminats en segona ronda pel seu germà Jamie i John Peers, la primera ocasió on els dos germans s'enfrontaven en el circuit ATP. Aquest títol li va permetre recuperar momentàniament el número 2 del rànquing individual que posseïa Federer, qui precisament el va derrotar en les semifinals de Cincinnati. En el US Open va avançar fins a quarta ronda amb forces problemes, i va caure davant Kevin Anderson quan acumulava divuit edicions de torneigs Grand Slam consecutius classificant-se per quarts de final. A continuació va disputar les semifinals de la Copa Davis contra l'equip australià, i novament, gràcies a les seves dues victòries individuals i la de dobles amb el seu germà, va conduir l'equip britànic a la final.
A la tardor va arribar a semifinals de Xangai i a la final de París, però en ambdós llocs fou derrotat novament per Đoković. Tanmateix va igualar el seu millor registre de victòries en una temporada. En l'ATP World Tour Finals només va aconseguir la victòria en el partit inaugural contra David Ferrer, i va perdre contra Nadal i Stan Wawrinka, provocant la seva eliminació en la fase de grups. Aquesta eliminació no fou tan negativa, ja que això li va permetre preparar mínimament la final de la Copa Davis, es disputava la setmana següent, a Bèlgica, i implicava un canvi de superfície (terra batuda). Com en les eliminatòries prèvies, Murray va guanyar els dos partits individuals i el partit de dobles junt al seu germà Jamie. Amb el resultat final de 3 a 1, Murray va permetre a l'equip britànic tornar a guanyar la Copa Davis, l'anterior datava de l'any 1936 (80 anys després). En aquesta edició, Murray va esdevenir el tercer tennista en guanyar tots els vuit partits individuals (després de John McEnroe i Mats Wilander), però amb l'afegitó que també va guanyar tres partits de dobles i només una derrota. Va acabar la temporada amb 71 victòries per 14 derrotes, que li van permetre aconseguir quatre títols destacant dos de categoria Masters, i va acabar en el número 2 del rànquing individual. Destaca el fet que de les 14 derrotes, 6 van ser en mans de Đoković.

## Palmarès

### Individual: 71 (46−25)
| Llegenda (pre/post 2009)                                 |
| -------------------------------------------------------- |
| Grand Slams (3−8)                                        |
| Jocs Olímpics Or (2−0)                                   |
| Tennis Masters Cup / ATP Finals (1−0)                    |
| ATP Masters Series / ATP World Tour Masters 1000 (14−7)  |
| ATP International Series Gold / ATP World Tour 500 (9−1) |
| ATP International Series / ATP World Tour 250 (17−9)     |

| Títols per superfície |
| --------------------- |
| Dura (32−21)          |
| Gespa (8−2)           |
| Terra batuda (3−2)    |
| Moqueta (1−0)         |

| Resultat  | Núm. | Data                   | Torneig                                    | Superfície   | Oponent               | Marcador                    |
| --------- | ---- | ---------------------- | ------------------------------------------ | ------------ | --------------------- | --------------------------- |
| Finalista | 1.   | 1 d'octubre de 2005    | Bangkok, Tailàndia                         | Dura (i)     | Roger Federer         | 3−6, 5−7                    |
| Guanyador | 1.   | 13 de febrer de 2006   | San José, Estats Units                     | Dura (i)     | Lleyton Hewitt        | 2−6, 6−1, 7−6(3)            |
| Finalista | 2.   | 6 d'agost de 2006      | Washington DC, Estats Units                | Dura         | Arnaud Clément        | 6−7(4), 2−6                 |
| Finalista | 3.   | 6 d'agost de 2007      | Doha, Qatar                                | Dura         | Ivan Ljubičić         | 4−6, 4−6                    |
| Guanyador | 2.   | 12 de febrer de 2007   | San José (2)                               | Dura (i)     | Ivo Karlović          | 6−7(3), 6−4, 7−6(2)         |
| Finalista | 4.   | 7 d'octubre de 2007    | Metz, França                               | Dura (i)     | Tommy Robredo         | 6−0, 2−6, 3−6               |
| Guanyador | 3.   | 28 d'octubre de 2007   | Sant Petersburg, Rússia                    | Moqueta (i)  | Fernando Verdasco     | 6−2, 6−3                    |
| Guanyador | 4.   | 5 de gener de 2008     | Doha                                       | Dura         | Stanislas Wawrinka    | 6−4, 4−6, 6−2               |
| Guanyador | 5.   | 17 de febrer de 2008   | Marsella, França                           | Dura (i)     | Mario Ančić           | 6−3, 6−4                    |
| Guanyador | 6.   | 3 d'agost de 2008      | Cincinnati, Estats Units                   | Dura         | Novak Đoković         | 7−6(4), 7−6(5)              |
| Finalista | 5.   | 8 de setembre de 2008  | US Open, Estats Units                      | Dura         | Roger Federer         | 2−6, 5−7, 2−6               |
| Guanyador | 7.   | 19 d'octubre de 2008   | Madrid, Espanya                            | Dura (i)     | Gilles Simon          | 6−4, 7−6(6)                 |
| Guanyador | 8.   | 26 d'octubre de 2008   | Sant Petersburg (2)                        | Dura (i)     | Andrei Gólubev        | 6−1, 6−1                    |
| Guanyador | 9.   | 10 de gener de 2009    | Doha (2)                                   | Dura         | Andy Roddick          | 6−4, 6−2                    |
| Guanyador | 10.  | 15 de febrer de 2009   | Rotterdam, Països Baixos                   | Dura (i)     | Rafael Nadal          | 6−4, 4−6, 6−0               |
| Finalista | 6.   | 22 de març de 2009     | Indian Wells, Estats Units                 | Dura         | Rafael Nadal          | 1−6, 2−6                    |
| Guanyador | 11.  | 5 d'abril de 2009      | Miami, Estats Units                        | Dura         | Novak Đoković         | 6−2, 7−5                    |
| Guanyador | 12.  | 14 de juny de 2009     | Londres, Regne Unit                        | Gespa        | James Blake           | 7−5, 6−4                    |
| Guanyador | 13.  | 16 d'agost de 2009     | Mont-real, Canadà                          | Dura         | Juan Martín del Potro | 6−7(4), 7−6(3), 6−1         |
| Guanyador | 14.  | 8 de novembre de 2009  | València, Espanya                          | Dura (i)     | Mikhaïl Iujni         | 6−3, 6−2                    |
| Finalista | 7.   | 31 de gener de 2010    | Open d'Austràlia, Austràlia                | Dura         | Roger Federer         | 3−6, 4−6, 6−7(11)           |
| Finalista | 8.   | 1 d'agost de 2010      | Los Angeles, Estats Units                  | Dura         | Sam Querrey           | 7−5, 6−7(2), 3−6            |
| Guanyador | 15.  | 15 d'agost de 2010     | Toronto (2)                                | Dura         | Roger Federer         | 7−5, 7−5                    |
| Guanyador | 16.  | 17 d'octubre de 2010   | Xangai, Xina                               | Dura         | Roger Federer         | 6−3, 6−2                    |
| Finalista | 9.   | 30 de gener de 2011    | Open d'Austràlia (2)                       | Dura         | Novak Đoković         | 4−6, 2−6, 3−6               |
| Guanyador | 17.  | 12 de juny de 2011     | Londres (2)                                | Gespa        | Jo-Wilfried Tsonga    | 3−6, 7−6(2), 6−4            |
| Guanyador | 18.  | 21 d'agost de 2011     | Cincinnati (2)                             | Dura         | Novak Đoković         | 6−4, 3−0, retirada          |
| Guanyador | 19.  | 2 d'octubre de 2011    | Bangkok                                    | Dura (i)     | Donald Young          | 6−2, 6−0                    |
| Guanyador | 20.  | 9 d'octubre de 2011    | Tòquio, Japó                               | Dura         | Rafael Nadal          | 3−6, 6−2, 6−0               |
| Guanyador | 21.  | 16 d'octubre de 2011   | Xangai (2)                                 | Dura         | David Ferrer          | 7−5, 6−4                    |
| Guanyador | 22.  | 8 de gener de 2012     | Brisbane, Austràlia                        | Dura         | Aleksandr Dolhopòlov  | 6−1, 6−3                    |
| Finalista | 10.  | 3 de març de 2012      | Dubai, Emirats Àrabs Units                 | Dura         | Roger Federer         | 5−7, 4−6                    |
| Finalista | 11.  | 4 d'abril de 2012      | Miami                                      | Dura         | Novak Đoković         | 1−6, 6−7(4)                 |
| Finalista | 12.  | 8 de juliol de 2012    | Wimbledon, Regne Unit                      | Gespa        | Roger Federer         | 6−4, 5−7, 3−6, 4−6          |
| Guanyador | 23.  | 5 d'agost de 2012      | Jocs Olímpics, Londres, Regne Unit         | Gespa        | Roger Federer         | 6−2, 6−1, 6−4               |
| Guanyador | 24.  | 10 de setembre de 2012 | US Open                                    | Dura         | Novak Đoković         | 7−6(10), 7−5, 2−6, 3−6, 6−2 |
| Finalista | 13.  | 14 d'octubre de 2012   | Xangai                                     | Dura         | Novak Đoković         | 7−5, 6−7(11), 3−6           |
| Guanyador | 25.  | 6 de gener de 2013     | Brisbane (2)                               | Dura         | Grígor Dimitrov       | 7−6(0), 6−4                 |
| Finalista | 14.  | 27 de gener de 2013    | Open d'Austràlia (3)                       | Dura         | Novak Đoković         | 7−6(2), 6−7(3), 3−6, 2−6    |
| Guanyador | 26.  | 31 de març de 2013     | Miami (2)                                  | Dura         | David Ferrer          | 2−6, 6−4, 7−6(1)            |
| Guanyador | 27.  | 16 de juny de 2013     | Londres3 (3)                               | Gespa        | Marin Čilić           | 5−7, 7−5, 6−3               |
| Guanyador | 28.  | 8 de juliol de 2013    | Wimbledon                                  | Gespa        | Novak Đoković         | 6−4, 7−5, 6−4               |
| Guanyador | 29.  | 28 de setembre de 2014 | Shenzhen, Xina                             | Dura         | Tommy Robredo         | 5−7, 7−6(9), 6−1            |
| Guanyador | 30.  | 19 d'octubre de 2014   | Viena, Àustria                             | Dura (i)     | David Ferrer          | 5−7, 6−2, 7−5               |
| Guanyador | 31.  | 26 d'octubre de 2014   | València (2)                               | Dura (i)     | Tommy Robredo         | 3−6, 7−6(7), 7−6(8)         |
| Finalista | 15.  | 1 de febrer de 2015    | Open d'Austràlia (4)                       | Dura         | Novak Đoković         | 6−7(5), 7−6(4), 3−6, 0−6    |
| Finalista | 16.  | 5 d'abril de 2015      | Miami (2)                                  | Dura         | Novak Đoković         | 6−7(3), 6−4, 0−6            |
| Guanyador | 32.  | 4 de maig de 2015      | Múnic, Alemanya                            | Terra batuda | Philipp Kohlschreiber | 7−6(4), 5−7, 7−6(4)         |
| Guanyador | 33.  | 10 de maig de 2015     | Madrid (2)                                 | Terra batuda | Rafael Nadal          | 6−3, 6−2                    |
| Guanyador | 34.  | 21 de juny de 2015     | Londres (4)                                | Gespa        | Kevin Anderson        | 6−3, 6−4                    |
| Guanyador | 35.  | 16 d'agost de 2015     | Mont-real (3)                              | Dura         | Novak Đoković         | 6−4, 4−6, 6−3               |
| Finalista | 17.  | 8 de novembre de 2015  | París, França                              | Dura (i)     | Novak Đoković         | 2−6, 4−6                    |
| Finalista | 18.  | 31 de gener de 2016    | Open d'Austràlia (5)                       | Dura         | Novak Đoković         | 1−6, 5−7, 6−7(3)            |
| Finalista | 19.  | 8 de maig de 2016      | Madrid                                     | Terra batuda | Novak Đoković         | 2−6, 6−3, 3−6               |
| Guanyador | 36.  | 15 de maig de 2016     | Roma, Itàlia                               | Terra batuda | Novak Đoković         | 6−3, 6−3                    |
| Finalista | 20.  | 5 de juny de 2016      | Roland Garros, França                      | Terra batuda | Novak Đoković         | 6−3, 1−6, 2−6, 4−6          |
| Guanyador | 37.  | 19 de juny de 2016     | Londres (5)                                | Gespa        | Milos Raonic          | 6−7(5), 6−4, 6−3            |
| Guanyador | 38.  | 10 de juliol de 2016   | Wimbledon (2)                              | Gespa        | Milos Raonic          | 6−4, 7−6(3), 7−6(2)         |
| Guanyador | 39.  | 14 d'agost de 2016     | Jocs Olímpics, Rio de Janeiro, Brasil      | Dura         | Juan Martín del Potro | 7−5, 4−6, 6−2, 7−5          |
| Finalista | 21.  | 21 d'agost de 2016     | Cincinnati                                 | Dura         | Marin Čilić           | 4−6, 5−7                    |
| Guanyador | 40.  | 9 d'octubre de 2016    | Pequín, Xina                               | Dura         | Grigor Dimitrov       | 6−4, 7−6(2)                 |
| Guanyador | 41.  | 16 d'octubre de 2016   | Xangai (3)                                 | Dura         | Roberto Bautista Agut | 7−6(1), 6−1                 |
| Guanyador | 42.  | 30 d'octubre de 2016   | Viena (2)                                  | Dura (i)     | Jo-Wilfried Tsonga    | 6−3, 7−6(6)                 |
| Guanyador | 43.  | 6 de novembre de 2016  | París                                      | Dura (i)     | John Isner            | 6−3, 6−7(4), 6−4            |
| Guanyador | 44.  | 20 de novembre de 2016 | ATP World Tour Finals, Londres, Regne Unit | Dura (i)     | Novak Đoković         | 6−3, 6−4                    |
| Finalista | 22.  | 8 de gener de 2017     | Doha (2)                                   | Dura         | Novak Đoković         | 3−6, 7−5, 4−6               |
| Guanyador | 45.  | 4 de març de 2017      | Dubai                                      | Dura         | Fernando Verdasco     | 6−3, 6−2                    |
| Guanyador | 46.  | 20 d'octubre de 2019   | Anvers, Bèlgica                            | Dura (i)     | Stan Wawrinka         | 3−6, 6−4, 6−4               |
| Finalista | 23.  | 15 de gener de 2022    | Sydney, Austràlia                          | Dura (i)     | Aslan Karatsev        | 3−6, 3−6                    |
| Finalista | 24.  | 12 de juny de 2022     | Stuttgart, Alemanya                        | Gespa        | Matteo Berrettini     | 4−6, 7−5, 3−6               |
| Finalista | 25.  | 26 de febrer de 2023   | Doha (3)                                   | Dura         | Daniïl Medvédev       | 4−6, 4−6                    |

#### Períodes com a número 1
| Núm. | Predecessor   | Dates                   | Successor    | Setmanes | Acumulat |
| ---- | ------------- | ----------------------- | ------------ | -------- | -------- |
| 1.   | Novak Đoković | 07/11/2016 − 20/08/2017 | Rafael Nadal | 41       | 41       |

### Dobles masculins: 5 (3−2)
| Llegenda (pre/post 2009)                                 |
| -------------------------------------------------------- |
| Grand Slams (0−0)                                        |
| Tennis Masters Cup / ATP Finals (0−0)                    |
| ATP Masters Series / ATP World Tour Masters 1000 (0−1)   |
| ATP International Series Gold / ATP World Tour 500 (3−0) |
| ATP International Series / ATP World Tour 250 (0−1)      |

| Títols per superfície |
| --------------------- |
| Dura (2−2)            |
| Gespa (1−0)           |
| Terra batuda (0−0)    |

| Resultat  | Núm. | Data                   | Torneig             | Superfície | Parella         | Oponent                        | Marcador            |
| --------- | ---- | ---------------------- | ------------------- | ---------- | --------------- | ------------------------------ | ------------------- |
| Finalista | 1.   | 1 d'octubre del 2006   | Bangkok, Tailàndia  | Dura (i)   | Jamie Murray    | Jonathan Erlich Andy Ram       | 2−6, 6−2, [4−10]    |
| Guanyador | 1.   | 7 de novembre del 2010 | València, Espanya   | Dura (i)   | Jamie Murray    | Mahesh Bhupathi Maks Mirni     | 7−6(8), 5−7, [10−7] |
| Guanyador | 2.   | 9 d'octubre de 2011    | Tòquio, Japó        | Dura       | Jamie Murray    | František Čermák Filip Polášek | 6−1, 6−4            |
| Finalista | 4.   | 11 d'agost de 2013     | Mont-real, Canadà   | Dura       | Colin Fleming   | Alexander Peya Bruno Soares    | 4−6, 6−7(4)         |
| Guanyador | 3.   | 23 de juny de 2019     | Londres, Regne Unit | Gespa      | Feliciano López | Rajeev Ram Joe Salisbury       | 7−6(6), 5−7, [10−5] |

### Dobles mixts: 1 (0−1)
| Resultat  | Núm. | Data              | Torneig                            | Superfície | Parella      | Oponents                     | Marcador         |
| --------- | ---- | ----------------- | ---------------------------------- | ---------- | ------------ | ---------------------------- | ---------------- |
| Finalista | 1.   | 5 d'agost de 2012 | Jocs Olímpics, Londres, Regne Unit | Gespa      | Laura Robson | Viktória Azàrenka Maks Mirni | 6−2, 3−6, [8−10] |

### Equips: 2 (1−1)
| Resultat  | Núm. | Data                      | Torneig                   | Superfície   | Equip                               | Oponents                                                   | Marcador |
| --------- | ---- | ------------------------- | ------------------------- | ------------ | ----------------------------------- | ---------------------------------------------------------- | -------- |
| Finalista | 1.   | 9 de gener de 2010        | Copa Hopman, Austràlia    | Dura (i)     | Laura Robson                        | M.J. Martínez Sánchez Tommy Robredo                        | 2−1      |
| Guanyador | 1.   | 27−29 de novembre de 2015 | Copa Davis, Gant, Bèlgica | Terra batuda | Kyle Edmund Jamie Murray James Ward | Ruben Bemelmans Kimmer Coppejans Steve Darcis David Goffin | 3−1      |

## Rivalitats

### Federer−Murray
Roger Federer i Andy Murray s'han enfrontat un total de 25 ocasions de les quals Federer n'ha guanyat 14 per 11. La majoria d'enfrontaments s'han realitzat sobre pista dura amb 12−10 per Federer, mentre que la resta són sobre gespa (2−1), ja que sobre terra batuda no han coincidit en cap torneig. Federer domina els partits de Grand Slam (5−1) i ATP World Tour Finals (4−1), mentre que Murray ho fa en els Masters (6−3). A excepció del Roland Garros, s'han enfrontat en una ocasió en la resta de finals de Grand Slam amb victòria per Federer en totes tres. També van disputar la final olímpica el 2012 amb victòria per Murray. L'escocès va dominar la seva rivalitat inicialment amb un clar avantatge però a poc a poc es va eixugar la diferència i Federer està per davant actualment.
Ambdós tennistes també s'han enfrontat en una ocasió en dobles en la Copa Davis, amb victòria final per Federer.
| Núm. | Any  | Torneig            | Categoria | Superfície | Ronda | Guanyador | Resultat                      | Durada | Murray | Federer |
| ---- | ---- | ------------------ | --------- | ---------- | ----- | --------- | ----------------------------- | ------ | ------ | ------- |
| 1.   | 2005 | Bangkok            | 250       | Dura (i)   | F     | Federer   | 6−3, 7−5                      | 1:26   | 0      | 1       |
| 2.   | 2006 | Cincinnati         | MS/1000   | Dura       | R32   | Murray    | 7−5, 6−4                      | 1:37   | 1      | 1       |
| 3.   | 2008 | Dubai              | Gold/500  | Dura       | R32   | Murray    | 6−7(6), 6−3, 6−4              | 1:55   | 2      | 1       |
| 4.   | 2008 | US Open            | GS        | Dura       | F     | Federer   | 6−2, 7−5, 6−2                 | 1:51   | 2      | 2       |
| 5.   | 2008 | Madrid             | MS/1000   | Dura (i)   | SF    | Murray    | 3−6, 6−3, 7−5                 | 1:57   | 3      | 2       |
| 6.   | 2008 | Tennis Masters Cup | CM        | Dura (i)   | RR    | Murray    | 4−6, 7−6(3), 7−5              | 3:01   | 4      | 2       |
| 7.   | 2009 | Doha               | 250       | Dura       | SF    | Murray    | 6−7(6), 6−2, 6−2              | 2:05   | 5      | 2       |
| 8.   | 2009 | Indian Wells       | MS/1000   | Dura       | SF    | Murray    | 6−3, 4−6, 6−1                 | 1:48   | 6      | 2       |
| 9.   | 2009 | Cincinnati         | MS/1000   | Dura       | SF    | Federer   | 6−2, 7−6(8)                   | 1:30   | 6      | 3       |
| 10.  | 2009 | Londres            | CM        | Dura (i)   | RR    | Federer   | 3−6, 6−3, 6−1                 | 1:58   | 6      | 4       |
| 11.  | 2010 | Open d'Austràlia   | GS        | Dura       | F     | Federer   | 6−3, 6−4, 7−6(11)             | 2:41   | 6      | 5       |
| 12.  | 2010 | Mont-real/Toronto  | MS/1000   | Dura       | F     | Murray    | 7−5, 7−5                      | 2:05   | 7      | 5       |
| 13.  | 2010 | Xangai             | MS/1000   | Dura       | F     | Murray    | 6−3, 6−2                      | 1:25   | 8      | 5       |
| 14.  | 2010 | Londres            | CM        | Dura (i)   | RR    | Federer   | 6−4, 6−2                      | 1:17   | 8      | 6       |
| 15.  | 2012 | Dubai              | Gold/500  | Dura       | F     | Federer   | 7−5, 6−4                      | 1:37   | 8      | 7       |
| 16.  | 2012 | Wimbledon          | GS        | Gespa      | F     | Federer   | 4−6, 7−5, 6−3, 6−4            | 3:24   | 8      | 8       |
| 17.  | 2012 | Jocs Olímpics      | JO        | Gespa      | F     | Murray    | 6−2, 6−1, 6−4                 | 1:56   | 9      | 8       |
| 18.  | 2012 | Xangai             | MS/1000   | Dura       | SF    | Murray    | 6−4, 6−4                      | 1:38   | 10     | 8       |
| 19.  | 2012 | Londres            | CM        | Dura (i)   | SF    | Federer   | 7−6(5), 6−2                   | 1:35   | 10     | 9       |
| 20.  | 2013 | Open d'Austràlia   | GS        | Dura       | SF    | Murray    | 6−4, 6−7(5), 6−3, 6−7(2), 6−2 | 4:00   | 11     | 9       |
| 21.  | 2014 | Open d'Austràlia   | GS        | Dura       | QF    | Federer   | 6−3, 6−4, 6−7(6), 6−3         | 3:20   | 11     | 10      |
| 22.  | 2014 | Cincinnati         | MS/1000   | Dura       | QF    | Federer   | 6−3, 7−5                      | 1:33   | 11     | 11      |
| 23.  | 2014 | Londres            | CM        | Dura (i)   | RR    | Federer   | 6−0, 6−1                      | 0:56   | 11     | 12      |
| 24.  | 2015 | Wimbledon          | GS        | Gespa      | SF    | Federer   | 7−5, 7−5, 6−4                 | 2:09   | 11     | 13      |
| 25.  | 2015 | Cincinnati         | MS/1000   | Dura       | SF    | Federer   | 6−4, 7−6(6)                   | 1:39   | 11     | 14      |

Dobles
| Núm. | Any  | Torneig    | Categoria | Superfície       | Ronda | Guanyadors        | Resultat              | Perdedors         | Murray | Federer |
| ---- | ---- | ---------- | --------- | ---------------- | ----- | ----------------- | --------------------- | ----------------- | ------ | ------- |
| 1.   | 2005 | Copa Davis | CD        | Terra batuda (i) | PO GM | Federer / Allegro | 7−5, 2−6, 7−6(1), 6−2 | Murray / Rusedski | 0      | 1       |

### Nadal−Murray
Rafael Nadal i Andy Murray s'han enfrontat un total de 24 ocasions de les quals Nadal n'ha guanyat 17 per 7, més una renúncia de Nadal. El tennista mallorquí domina els enfrontaments en totes les superfícies malgrat que només és especialista sobre terra batuda. En pista dura lidera per 7−5, sobre terra batuda 7−2, i sobre gespa 3−0. En Grand Slams s'han enfrontat en set ocasions amb cinc victòries per Nadal, però per altra banda, el britànic supera a Nadal en les finals per 3−1. Paradoxalment, el seu primer enfrontament és el més llarg que han disputat, i fou en quarta ronda.
| Núm. | Any  | Torneig           | Categoria | Superfície   | Ronda | Guanyador | Resultat                   | Durada | Murray | Nadal |
| ---- | ---- | ----------------- | --------- | ------------ | ----- | --------- | -------------------------- | ------ | ------ | ----- |
| 1.   | 2007 | Open d'Austràlia  | GS        | Dura         | 4R    | Nadal     | 6−7(3), 6−4, 4−6, 6−3, 6−1 | 3:51   | 0      | 1     |
| 2.   | 2007 | Madrid            | MS/1000   | Dura (i)     | 3R    | Nadal     | 7−6(5), 6−4                | 2:17   | 0      | 2     |
| 3.   | 2008 | Hamburg           | MS/1000   | Terra batuda | 3R    | Nadal     | 6−3, 6−2                   | 1:18   | 0      | 3     |
| 4.   | 2008 | Wimbledon         | GS        | Gespa        | QF    | Nadal     | 6−3, 6−2, 6−4              | 1:55   | 0      | 4     |
| 5.   | 2008 | Mont-real/Toronto | MS/1000   | Dura         | SF    | Nadal     | 7−6(2), 6−2                | 2:02   | 0      | 5     |
| 6.   | 2008 | US Open           | GS        | Dura         | SF    | Murray    | 6−2, 7−6(5), 4−6, 6−4      | 3:31   | 1      | 5     |
| 7.   | 2009 | Rotterdam         | 500       | Dura (i)     | F     | Murray    | 6−3, 4−6, 6−0              | 1:51   | 2      | 5     |
| 8.   | 2009 | Indian Wells      | MS/1000   | Dura         | F     | Nadal     | 6−1, 6−2                   | 1:21   | 2      | 6     |
| 9.   | 2009 | Montecarlo        | MS/1000   | Terra batuda | SF    | Nadal     | 6−2, 7−6(4)                | 2:09   | 2      | 7     |
| 10.  | 2010 | Open d'Austràlia  | GS        | Dura         | QF    | Murray    | 6−3, 7−6(2), 3−0, ret.     | 2:30   | 3      | 7     |
| 11.  | 2010 | Wimbledon         | GS        | Gespa        | SF    | Nadal     | 6−4, 7−6(6), 6−4           | 2:22   | 3      | 8     |
| 12.  | 2010 | Mont-real/Toronto | MS/1000   | Dura         | SF    | Murray    | 6−3, 6−4                   | 1:44   | 4      | 8     |
| 13.  | 2010 | Londres           | CM        | Dura (i)     | SF    | Nadal     | 7−6(5), 3−6, 7−6(6)        | 3:12   | 4      | 9     |
| 14.  | 2011 | Montecarlo        | MS/1000   | Terra batuda | SF    | Nadal     | 6−4, 2−6, 6−1              | 2:59   | 4      | 10    |
| 15.  | 2011 | Roland Garros     | GS        | Terra batuda | SF    | Nadal     | 6−4, 7−5, 6−4              | 3:17   | 4      | 11    |
| 16.  | 2011 | Wimbledon         | GS        | Gespa        | SF    | Nadal     | 5−7, 6−2, 6−2, 6−4         | 2:59   | 4      | 12    |
| 17.  | 2011 | US Open           | GS        | Dura         | SF    | Nadal     | 6−4, 6−2, 3−6, 6−2         | 3:24   | 4      | 13    |
| 18.  | 2011 | Tòquio            | 500       | Dura         | F     | Murray    | 3−6, 6−2, 6−0              | 2:16   | 5      | 13    |
| −    | 2012 | Miami             | MS/1000   | Dura         | SF    | Murray    | Renúncia                   | −      | 5      | 13    |
| 19.  | 2014 | Roma              | MS/1000   | Terra batuda | QF    | Nadal     | 1−6, 6−3, 7−5              | 2:40   | 5      | 14    |
| 20.  | 2014 | Roland Garros     | GS        | Terra batuda | SF    | Nadal     | 6−3, 6−2, 6−1              | 1:40   | 5      | 15    |
| 21.  | 2015 | Madrid            | MS/1000   | Terra batuda | F     | Murray    | 6−3, 6−2                   | 1:29   | 6      | 15    |
| 22.  | 2015 | Londres           | CM        | Dura (i)     | RR    | Nadal     | 6−4, 6−1                   | 1:32   | 6      | 16    |
| 23.  | 2016 | Montecarlo        | MS/1000   | Terra batuda | SF    | Nadal     | 2−6, 6−4, 6−2              | 2:43   | 6      | 17    |
| 24.  | 2016 | Madrid            | MS/1000   | Terra batuda | SF    | Murray    | 7−5, 6−4                   | 2:11   | 7      | 17    |

### Đoković−Murray
Novak Đoković i Andy Murray s'han enfrontat un total de 36 ocasions de les quals Murray n'ha guanyat 11 per 25 derrotes. El tennista serbi domina els enfrontaments en les superfícies de terra batuda (5−1) i pista dura (20−8), en canvi, sobre gespa domina l'escocès amb 2 victòries sense derrota. En Grand Slams s'han enfrontat en deu ocasions amb vuit victòries per Đoković, però en canvi està molt més ajustat quan s'enfronten en finals de torneigs per 10−7.
| Núm. | Any  | Torneig           | Categoria | Superfície   | Ronda | Guanyador | Resultat                    | Durada | Murray | Đoković |
| ---- | ---- | ----------------- | --------- | ------------ | ----- | --------- | --------------------------- | ------ | ------ | ------- |
| 1.   | 2006 | Madrid            | MS/1000   | Dura (i)     | R16   | Đoković   | 1−6, 7−5, 6−3               | 2:11   | 0      | 1       |
| 2.   | 2007 | Indian Wells      | MS/1000   | Dura         | SF    | Đoković   | 6−2, 6−3                    | 1:03   | 0      | 2       |
| 3.   | 2007 | Miami             | MS/1000   | Dura         | SF    | Đoković   | 6−1, 6−0                    | 1:03   | 0      | 3       |
| 4.   | 2008 | Montecarlo        | MS/1000   | Terra batuda | R16   | Đoković   | 6−0, 6−4                    | 1:18   | 0      | 4       |
| 5.   | 2008 | Mont-real/Toronto | MS/1000   | Dura         | QF    | Murray    | 6−3, 7−6(3)                 | 1:45   | 1      | 4       |
| 6.   | 2008 | Cincinnati        | MS/1000   | Dura         | F     | Murray    | 7−6(4), 7−6(5)              | 2:23   | 2      | 4       |
| 7.   | 2009 | Miami             | MS/1000   | Dura         | F     | Murray    | 6−2, 7−5                    | 2:05   | 3      | 4       |
| 8.   | 2011 | Open d'Austràlia  | GS        | Dura         | F     | Đoković   | 6−4, 6−2, 6−3               | 2:39   | 3      | 5       |
| 9.   | 2011 | Roma              | MS/1000   | Terra batuda | SF    | Đoković   | 6−1, 3−6, 7−6(2)            | 3:02   | 3      | 6       |
| 10.  | 2011 | Cincinnati        | MS/1000   | Dura         | F     | Murray    | 6−4, 3−0, retirada          | 1:12   | 4      | 6       |
| 11.  | 2012 | Open d'Austràlia  | GS        | Dura         | SF    | Đoković   | 6−3, 3−6, 6−7(4), 6−1, 7−5  | 4:50   | 4      | 7       |
| 12.  | 2012 | Dubai             | 500       | Dura         | SF    | Murray    | 6−2, 7−5                    | 1:23   | 5      | 7       |
| 13.  | 2012 | Miami             | MS/1000   | Dura         | F     | Đoković   | 6−1, 7−6(4)                 | 2:18   | 5      | 8       |
| 14.  | 2012 | Jocs Olímpics     | JO        | Gespa        | SF    | Murray    | 7−5, 7−5                    | 2:00   | 6      | 8       |
| 15.  | 2012 | US Open           | GS        | Dura         | F     | Murray    | 7−6(10), 7−5, 2−6, 3−6, 6−2 | 4:54   | 7      | 8       |
| 16.  | 2012 | Xangai            | MS/1000   | Dura         | F     | Đoković   | 5−7, 7−6(11), 6−3           | 3:22   | 7      | 9       |
| 17.  | 2012 | Londres           | CM        | Dura (i)     | RR    | Đoković   | 4−6, 6−3, 7−5               | 2:34   | 7      | 10      |
| 18.  | 2013 | Open d'Austràlia  | GS        | Dura         | F     | Đoković   | 6−7(2), 7−6(3), 6−3, 6−2    | 3:40   | 7      | 11      |
| 19.  | 2013 | Wimbledon         | GS        | Gespa        | F     | Murray    | 6−4, 7−5, 6−4               | 3:09   | 8      | 11      |
| 20.  | 2014 | Miami             | MS/1000   | Dura         | QF    | Đoković   | 7−5, 6−3                    | 1:31   | 8      | 12      |
| 21.  | 2014 | US Open           | GS        | Dura         | QF    | Đoković   | 7−6(1), 6−7(1), 6−2, 6−4    | 3:33   | 8      | 13      |
| 22.  | 2014 | Pequín            | 500       | Dura         | SF    | Đoković   | 6−3, 6−4                    | 1:36   | 8      | 14      |
| 23.  | 2014 | París             | MS/1000   | Dura (i)     | QF    | Đoković   | 7−5, 6−2                    | 1:42   | 8      | 15      |
| 24.  | 2015 | Open d'Austràlia  | GS        | Dura         | F     | Đoković   | 7−5(5), 6−7(4), 6−3, 6−0    | 3:39   | 8      | 16      |
| 25.  | 2015 | Indian Wells      | MS/1000   | Dura         | SF    | Đoković   | 6−2, 6−3                    | 1:28   | 8      | 17      |
| 26.  | 2015 | Miami             | MS/1000   | Dura         | F     | Đoković   | 7−6(3), 4−6, 6−0            | 2:47   | 8      | 18      |
| 27.  | 2015 | Roland Garros     | GS        | Terra batuda | SF    | Đoković   | 6−3, 6−3, 5−7, 5−7, 6−1     | 4:09   | 8      | 19      |
| 28.  | 2015 | Mont-real/Toronto | MS/1000   | Dura         | F     | Murray    | 6−4, 4−6, 6−3               | 3:00   | 9      | 19      |
| 29.  | 2015 | Xangai            | MS/1000   | Dura         | SF    | Đoković   | 6−1, 6−3                    | 1:07   | 9      | 20      |
| 30.  | 2015 | París             | MS/1000   | Dura (i)     | F     | Đoković   | 6−2, 6−4                    | 1:32   | 9      | 21      |
| 31.  | 2016 | Open d'Austràlia  | GS        | Dura         | F     | Đoković   | 6−1, 7−5, 7−6(3)            | 2:53   | 9      | 22      |
| 32.  | 2016 | Madrid            | MS/1000   | Terra batuda | F     | Đoković   | 6−2, 3−6, 6−3               | 2:06   | 9      | 23      |
| 33.  | 2016 | Roma              | MS/1000   | Terra batuda | F     | Murray    | 6−3, 6−3                    | 1:35   | 10     | 23      |
| 34.  | 2016 | Roland Garros     | GS        | Terra batuda | F     | Đoković   | 3−6, 6−1, 6−2, 6−4          | 3:03   | 10     | 24      |
| 35.  | 2016 | Londres           | CM        | Dura (i)     | F     | Murray    | 6−3, 6−4                    | 1:42   | 11     | 24      |
| 36.  | 2017 | Doha              | 250       | Dura         | F     | Đoković   | 6−3, 5−7, 6−4               | 2:54   | 11     | 25      |

## Trajectòria

### Individual
| Grand Slams |               |               |               |               |                       |                       |                       |                       |                       |                       |                       |                       |                       |                       |                       |                       |                       |                       |                       |                       |           |           |
| Open d'Austràlia | A             | 1R            | 4R            | 1R            | 4R                    | F                     | F                     | SF                    | F                     | QF                    | F                     | F                     | 4R                    | A                     | 1R                    | A                     | A                     | 2R                    | 3R                    | 1R                    | 0 / 16    | 51 – 16   |
| Roland Garros | A             | 1R            | A             | 3R            | QF                    | 4R                    | SF                    | QF                    | A                     | SF                    | SF                    | F                     | SF                    | A                     | A                     | 1R                    | A                     |                       |                       |                       | 0 / 11    | 39 – 11   |
| Wimbledon | 3R            | 4R            | A             | QF            | SF                    | SF                    | SF                    | F                     | G                     | QF                    | SF                    | G                     | QF                    | A                     | A                     | NC                    | 3R                    | 2R                    | 2R                    |                       | 2 / 14    | 59 – 12   |
| US Open | 2R            | 4R            | 3R            | F             | 4R                    | 3R                    | SF                    | G                     | QF                    | QF                    | QF                    | QF                    | A                     | 2R                    | A                     | 2R                    | 1R                    | 3R                    | 2R                    |                       | 1 / 17    | 50 – 16   |
| Victòries–Derrotes | 3−2           | 6−4           | 5−2           | 12−4          | 15−4                  | 16−4                  | 21−4                  | 22−3                  | 17−2                  | 17−4                  | 19−4                  | 23−3                  | 12−3                  | 1−1                   | 0−1                   | 1−2                   | 2−2                   |                       |                       |                       | 3 / 53    | 193 − 50  |
| Altres |               |               |               |               |                       |                       |                       |                       |                       |                       |                       |                       |                       |                       |                       |                       |                       |                       |                       |                       |           |           |
| ATP World Tour Finals | A             | A             | A             | SF            | RR                    | SF                    | RR                    | SF                    | A                     | RR                    | RR                    | G                     | A                     | A                     | A                     | A                     | A                     |                       |                       |                       | 1 / 8     | 16 – 11   |
| Jocs Olímpics | No celebrat   | No celebrat   | No celebrat   | 1R            | No celebrat           | No celebrat           | No celebrat           | G                     | No celebrat           | No celebrat           | No celebrat           | G                     | No celebrat           | No celebrat           | No celebrat           | No celebrat           | A                     | NC                    | NC                    |                       | 2 / 3     | 12 – 1    |
| ATP World Tour Masters 1000                                                                                                |               |               |               |               |                       |                       |                       |                       |                       |                       |                       |                       |                       |                       |                       |                       |                       |                       |                       |                       |           |           |
| Indian Wells | A             | 2R            | SF            | 4R            | F                     | QF                    | 2R                    | 2R                    | QF                    | 4R                    | SF                    | 3R                    | 2R                    | A                     | A                     | NC                    | 3R                    |                       |                       |                       | 0 / 13    | 27 – 13   |
| Miami | A             | 1R            | SF            | 2R            | G                     | 2R                    | 2R                    | F                     | G                     | QF                    | F                     | 3R                    | A                     | A                     | A                     | NC                    | A                     |                       |                       |                       | 2 / 11    | 28 – 9    |
| Montecarlo | A             | 1R            | A             | 3R            | SF                    | 2R                    | SF                    | QF                    | 3R                    | A                     | A                     | SF                    | 3R                    | A                     | A                     | NC                    | A                     |                       |                       |                       | 0 / 9     | 15 – 9    |
| Hamburg | A             | 2R            | 1R            | 3R            | Madrid (terra batuda) | Madrid (terra batuda) | Madrid (terra batuda) | Madrid (terra batuda) | Madrid (terra batuda) | Madrid (terra batuda) | Madrid (terra batuda) | Madrid (terra batuda) | Madrid (terra batuda) | Madrid (terra batuda) | Madrid (terra batuda) | Madrid (terra batuda) | Madrid (terra batuda) | Madrid (terra batuda) | Madrid (terra batuda) | Madrid (terra batuda) | 1 / 11    | 21 − 10   |
| Madrid (terra batuda) | Hamburg       | Hamburg       | Hamburg       | Hamburg       | QF                    | QF                    | 3R                    | A                     | QF                    | 3R                    | G                     | F                     | 3R                    | A                     | A                     | NC                    | A                     |                       |                       |                       | 1 / 11    | 21 − 10   |
| Roma | A             | 1R            | 1R            | 2R            | 2R                    | 3R                    | SF                    | 3R                    | 2R                    | QF                    | 3R                    | G                     | 2R                    | A                     | A                     | A                     | A                     |                       |                       |                       | 1 / 12    | 14 – 10   |
| Mont-real/Toronto | A             | SF            | 2R            | SF            | G                     | G                     | 2R                    | 3R                    | 3R                    | QF                    | G                     | A                     | A                     | A                     | A                     | NC                    | A                     |                       |                       |                       | 3 / 10    | 26 – 6    |
| Cincinnati | 2R            | QF            | 1R            | G             | SF                    | QF                    | G                     | 3R                    | QF                    | QF                    | SF                    | F                     | A                     | 1R                    | 1R                    | 3R                    | 2R                    |                       |                       |                       | 2 / 16    | 34 – 14   |
| Madrid (dura) | A             | 3R            | 3R            | G             | Xangai                | Xangai                | Xangai                | Xangai                | Xangai                | Xangai                | Xangai                | Xangai                | Xangai                | Xangai                | Xangai                | Xangai                | Xangai                | Xangai                | Xangai                | Xangai                | 4 / 10    | 32 − 6    |
| Xangai | Madrid (dura) | Madrid (dura) | Madrid (dura) | Madrid (dura) | A                     | G                     | G                     | F                     | A                     | 3R                    | SF                    | G                     | A                     | A                     | 2R                    | NC                    | NC                    |                       |                       |                       | 4 / 10    | 32 − 6    |
| París | A             | 3R            | QF            | QF            | 3R                    | QF                    | QF                    | 3R                    | A                     | QF                    | F                     | G                     | A                     | A                     | A                     | A                     | 1R                    |                       |                       |                       | 1 / 11    | 21 – 10   |
| Estadístiques |               |               |               |               |                       |                       |                       |                       |                       |                       |                       |                       |                       |                       |                       |                       |                       |                       |                       |                       |           |           |
| Finals | 1             | 2             | 4             | 6             | 7                     | 4                     | 6                     | 7                     | 5                     | 3                     | 7                     | 13                    | 2                     | 0                     | 1                     | 0                     | 0                     |                       |                       |                       | 68        | 68        |
| Títols | 0             | 1             | 2             | 5             | 6                     | 2                     | 5                     | 3                     | 4                     | 3                     | 4                     | 9                     | 1                     | 0                     | 1                     | 0                     | 0                     |                       |                       |                       | 46        | 46        |
| Dura V–D | 7−4           | 26−14         | 36−12         | 43−10         | 47−6                  | 34−12                 | 35−8                  | 35−10                 | 26−5                  | 43−14                 | 42−12                 | 48−6                  | 12−3                  | 6−3                   | 11−7                  | 3−3                   | 12−12                 |                       |                       |                       | 34 / 176  | 471 − 144 |
| Gespa V–D | 5−3           | 9−4           | 2−0           | 8−1           | 10−1                  | 6−2                   | 9−1                   | 12−2                  | 12−0                  | 5−2                   | 12−1                  | 12−0                  | 4−2                   | 1−2                   | 0−0                   | 0−0                   | 3−2                   |                       |                       |                       | 8 / 32    | 110 − 23  |
| Terra batuda V–D | 0−2           | 4−5           | 0−2           | 7−5           | 9−4                   | 6−4                   | 12−4                  | 9−4                   | 5−3                   | 11−4                  | 17−1                  | 18−3                  | 9−5                   | 0−0                   | 0−0                   | 0−1                   | 0−0                   |                       |                       |                       | 3 / 49    | 107 − 47  |
| Moqueta V–D | 2−1           | 1−2           | 5−0           | 0−0           | Superfície eliminada  | Superfície eliminada  | Superfície eliminada  | Superfície eliminada  | Superfície eliminada  | Superfície eliminada  | Superfície eliminada  | Superfície eliminada  | Superfície eliminada  | Superfície eliminada  | Superfície eliminada  | Superfície eliminada  | Superfície eliminada  | Superfície eliminada  | Superfície eliminada  | Superfície eliminada  | 1 / 4     | 8 − 3     |
| Total Victòries–Derrotes                                                                                                   | 14−10         | 40−25         | 43−14         | 58−16         | 66−11                 | 46−18                 | 56−13                 | 56−16                 | 43−8                  | 59−20                 | 71−14                 | 78−9                  | 25−10                 | 7−5                   | 11−7                  | 3−4                   | 15−14                 |                       |                       |                       | 696 − 217 | 696 − 217 |
| Rànquing a final d'any | 63            | 17            | 11            | 4             | 4                     | 4                     | 4                     | 3                     | 4                     | 6                     | 2                     | 1                     | 16                    | 240                   | 125                   | 122                   | 134                   |                       |                       |                       |           |           |
| Llegenda: G: Guanyador; F: Finalista; SF: Semifinalista; QF: Quarts de final; Q: Qualificació; A: Absent; RR: Round Robin; |               |               |               |               |                       |                       |                       |                       |                       |                       |                       |                       |                       |                       |                       |                       |                       |                       |                       |                       |           |           |

## Guardons
- Oficial de l'Orde de l'Imperi Britànic (OBE) (2013)
- Laureus a l'esportista revelació de l'any (2013)
- Arthur Ashe Humanitarian de l'any (2014)
- BBC Young Sports Personality of the Year (2004)
- BBC Sports Personality of the Year (2013, 2015)